# Gadames
(Limerick di Charles Issawi, da Die Welt des Islams 38.1 (1998) p. 9)
Gadames (AFI: /ɡaˈdames/; in arabo غدامس, Ghadāms; in berbero ɛadēməs; in latino Cidamus o Cydamus; talvolta Ghadames) è una città-oasi della Libia occidentale, situata nei pressi del confine con l'Algeria e la Tunisia, circa 550 km a sudovest di Tripoli. 
Secondo il censimento del 1984 Gadames contava circa 7 000 abitanti; stime del 2003 indicano una popolazione di circa 16 000 abitanti. Dal 1983 al 2007 è stato un centro amministrativo, capoluogo dell'omonimo distretto. Dal 2007 fa invece parte del distretto di Nalut.
La popolazione locale è costituita in prevalenza da berberi sedentari, ma la città è anche frequentata da tuareg nomadi. Il centro storico della città, cinto da mura, è stato dichiarato patrimonio mondiale dell'umanità dall'UNESCO.

## Storia
Le prime notizie storiche sulla città "Cidamo" (italianizzazione del lemma latino col nome di Cidamus) risalgono all'epoca romana, quando, a partire almeno da Diocleziano, fu oggetto di stabile occupazione come avamposto fortificato contro i nomadi Getuli e Garamanti. Nel VI secolo l'oasi divenne anche sede episcopale a seguito della cristianizzazione operata dall'Impero bizantino.
Nel VII secolo fu presa dagli Arabi e la popolazione si convertì all'Islam. Tra l'VIII e il X secolo la sua popolazione fu ibadita, ma oggi è sunnita, di rito malikita. Ancorché ubicata al margine delle zone abitabili dall'uomo, Gadames ha svolto fino al XIX secolo un ruolo fondamentale come centro commerciale lungo le vie carovaniere transahariane.
Proprio grazie alla sua posizione strategicamente importante, gli abitanti dell'oasi rimasero a lungo sostanzialmente indipendenti, giocando abilmente sulle rivalità tra Tunisia, Tripolitania e tuareg. Solo alla metà del XIX secolo Gadames accettò l'autorità dei turchi di Tripoli. La colonizzazione italiana della Libia iniziò nel 1911, ma solo nel 1913 cominciò la conquista dell'interno, e solo nel 1924 Gadames poté essere sotto il pieno controllo italiano. A causa della sua singolarità urbanistica e della sua relativa vicinanza, Gadames negli anni trenta divenne la meta di una gita con autopullman di gran turismo che partivano settimanalmente da Tripoli.
Durante la seconda guerra mondiale Gadames venne occupata dai Francesi nel 1943 insieme al resto del Fezzan, e rimase sotto il loro controllo fino a quando venne integrata nello stato libico nel 1956.

## Popolazione
Per lungo tempo la popolazione di Gadames è stata suddivisa in due principali gruppi, gli Ait Welid e gli Ait Waziten, al cui interno vi erano ulteriori divisioni per clan familiari, sette in totale, in altrettanti quartieri, ciascuno dotato di un proprio luogo di riunione e di festa.
Ait Wälid:
- quartiere di Tesko, al centro, dove vi è la sorgente principale dell'oasi.
- quartiere degli Ait Darar, adiacente al precedente
- quartiere degli Ait Mazēɛän, un po' discosto dai primi due

Ait Wazitän
- quartiere di Taferfera
- quartiere di Tinnazin
- quartiere di Garassen (lett. "tra loro due")
- quartiere degli Ulad Bellil, i cui abitanti parlano arabo

Dagli anni settanta il governo libico ha costruito nuovi quartieri al di fuori delle mura, ma durante l'estate molti abitanti fanno ritorno nella città vecchia, in quanto le case addossate offrono maggior riparo dall'intenso calore.

## La lingua di Gadames

Vista sui tetti della città vecchia di Gadames

La lingua parlata prevalentemente a Gadames è un dialetto berbero. Probabilmente esistono differenze anche di certa entità tra i vari gruppi di popolazione che vi risiedono, anche se allo stato attuale delle conoscenze non è possibile stabilirlo con certezza. Sul parlare dell'oasi esistono finora solo due studi di una certa ampiezza, una grammatica scritta da Motylinski nel 1904 (basata su un informatore degli Ayt Wälid) ed una grammatica con vocabolario di J. Lanfry del 1968 (basata sul parlare degli Ait Wazitän). 
La lingua di Gadames presenta molti tratti interessanti dal punto di vista linguistico. Si segnalano in particolare 
- alcuni tratti arcaici, come il sistema vocalico piuttosto ricco e per certi versi arcaizzante, simile a quello dei dialetti tuareg, e la conservazione di un suono, scomparso nella maggior parte dei dialetti, e realizzato come una fricativa bilabiale sonora [β];
- alcune innovazioni specifiche di questo dialetto, come una negazione ak o una riorganizzazione particolare del sistema verbale.

È interessante inoltre osservare che a Gadames si conserva un sistema originale di notazione dei numeri, probabilmente di origine latina, utilizzato per calcolare il tempo di utilizzo della sorgente da parte dei vari gruppi.
A differenza degli elementi architettonici, che sono tutelati dall'UNESCO, nessuna tutela sembra esistere per la lingua berbera di Gadames. Il sistema di istruzione in Libia è rigorosamente monolingue in arabo, e su queste basi c'è da chiedersi quanto a lungo essa durerà.